# Harmandiola reflexa
Harmandiola reflexa är en tvåvingeart som först beskrevs av Ephraim Porter Felt 1913.  Harmandiola reflexa ingår i släktet Harmandiola och familjen gallmyggor.
Artens utbredningsområde är New Hampshire. Inga underarter finns listade i Catalogue of Life.